# Патрік Шамуазо
Патрік Шамуазо (фр. Patrick Chamoiseau, 3 грудня 1953 року, Фор-де-Франс) — французький письменник, есеїст, сценарист, уродженець Мартиніки.

## Біографія
Вивчав економіку і право в Парижі. Захопився ідеями Едуара Гліссана про Креольску культуру, цікавився етнографією зникаючих народностей Мартиніки, з часом повернувся на батьківщину.
Як романіст дебютував у 1986 році. Після 1992 року, отримавши Гонкурівську премію за роман  Тексако , цілком присвятив себе літературі.

## Вибрані твори
- Maman Dlo contre la fée Carabosse  (1981, п'єса -казка)
- Chronique des sept misères  (1986, роман)
- Solibo magnifique  (1988, роман)
- Au temps de l'antan  (1988, креольські казки)
- Martinique  (1990, есе)
- Éloge de la créolité  (1989, програмне есе про креольську ідентичність, у співавторстві з Жаном Бернабе і Рафаелем Конфьяном)
- Lettres créoles:tracées antillaises et continentales de la littérature, Haïti, Guadeloupe, Martinique, Guyane (1635—1975) (1991, есе, у співавторстві з Рафаелем Конфьяном)
- Texaco  (1992, роман, Гонкурівська премія)
- Une Enfance créole 1, Antan d'enfance  (1993, перша частина автобіографічної трилогії " креольське дитинство ")
- Guyane:Traces — Mémoires du bagne  (1994, есе)
- Une enfance créole 2, Chemin d'école  (1994, друга частина автобіографічної трилогії)
- Écrire en pays dominé  (1997, есе)
- L'Esclave vieil homme et le molosse  (1997, новела)
- Elmire des sept bonheurs:confidences d'un vieux travailleur de la distillerie Saint — Etienne  (1998, у співавторстві)
- Métiers créoles:tracées de mélancolie  (2001, есе, у співавторстві)
- Biblique des derniers gestes  (2002, роман)
- Une enfance créole 3, À bout d'enfance  (2005, заключна частина автобіографічної трилогії)
- Un dimanche au cachot  (2007, роман)
- Quand les murs tombent; l'identité nationale hors — la — loi ?  (2007, есе, у співавторстві з Едуаром Гліссаном)
- Les neuf consciences du Malfini  (2009, роман)